# Borough of Swindon
Swindon är en enhetskommun i Lancashire i England, Storbritannien. Kommunen har 235 657 invånare (2022). Den består av staden Swindon med omnejd.
Hela kommunen är indelad i 20 civil parishes: (*-markerade har mer än 3 000 invånare)

- Bishopstone
- Blunsdon* (med orten Broad Blunsdon)
- Castle Eaton
- Central Swindon North*
- Chiseldon
- Covingham*
- Hannington*
- Haydon Wick*
- Highworth*
- Inglesham
- Liddington
- Nythe, Eldene and Liden
- South Marston
- St Andrews* ( med orten Blunsdon St. Andrew)
- South Swindon*
- Stanton Fitzwarren
- Stratton St. Margaret
- Wanborough
- West Swindon*
- Wroughton*